# Squamellaria major
Squamellaria major är en måreväxtart som beskrevs av Albert Charles Smith. Squamellaria major ingår i släktet Squamellaria och familjen måreväxter. Inga underarter finns listade i Catalogue of Life.